# Буре, Павел Павлович
Павел (Павел-Леопольд) Павлович Буре (29 апреля (11 мая) 1842 — 15 (27) апреля 1892, Санкт-Петербург, Российская империя) — сын П. К. Буре, расширивший его дело; техник при Императорском Эрмитаже, консул Венесуэлы в Петербурге (с 1878 года), поставщик Высочайшего Двора (с 1879 года) и купец 1-й гильдии. На базе часового завода П. П. Буре в 1888 году создан знаменитый впоследствии Торговый дом «Павел Буре».

## Биография
Родился в 1842 году. Учился в немецком Петропавловском училище с 1853 года.
С раннего детства мальчик активно помогал отцу в ведении семейного дела, таким образом, не только познав основы предпринимательской деятельности, но и приобрёл знания о работе часовых механизмов, чтобы уже в 1868 году стать компаньоном отца в ведении семейного дела. В 1874 году уже именно Павел Павлович приобрёл большую часовую фабрику, расположенную в швейцарском городе Ле-Локле.
В 1888 году Павел Павлович серьёзно заболел и отстранился от ведения бизнеса. Не имея прямых наследников, он принял решение о продаже фабрики в Швейцарии её непосредственному руководителю — французу Полю Жирару, а также соратнику — швейцарцу Жану-Жоржу (Георгу) Пфунду. Новые владельцы фабрики, коллеги П. П. Буре, становятся учредителями Торгового Дома «Павел Буре», который уже в 1892 году открывает первый собственный магазин в Москве, а чуть позже — филиал в Киеве. В этом же году П. П. Буре умирает, не дожив до 50 лет, а Пфунд получает должность штатного оценщика часов и иных механических изделий для Его Величества.
П. П. Буре похоронен на Смоленском лютеранском кладбище.

Купеческое свидетельство, 1878 год
Купеческое свидетельство, 1883 год
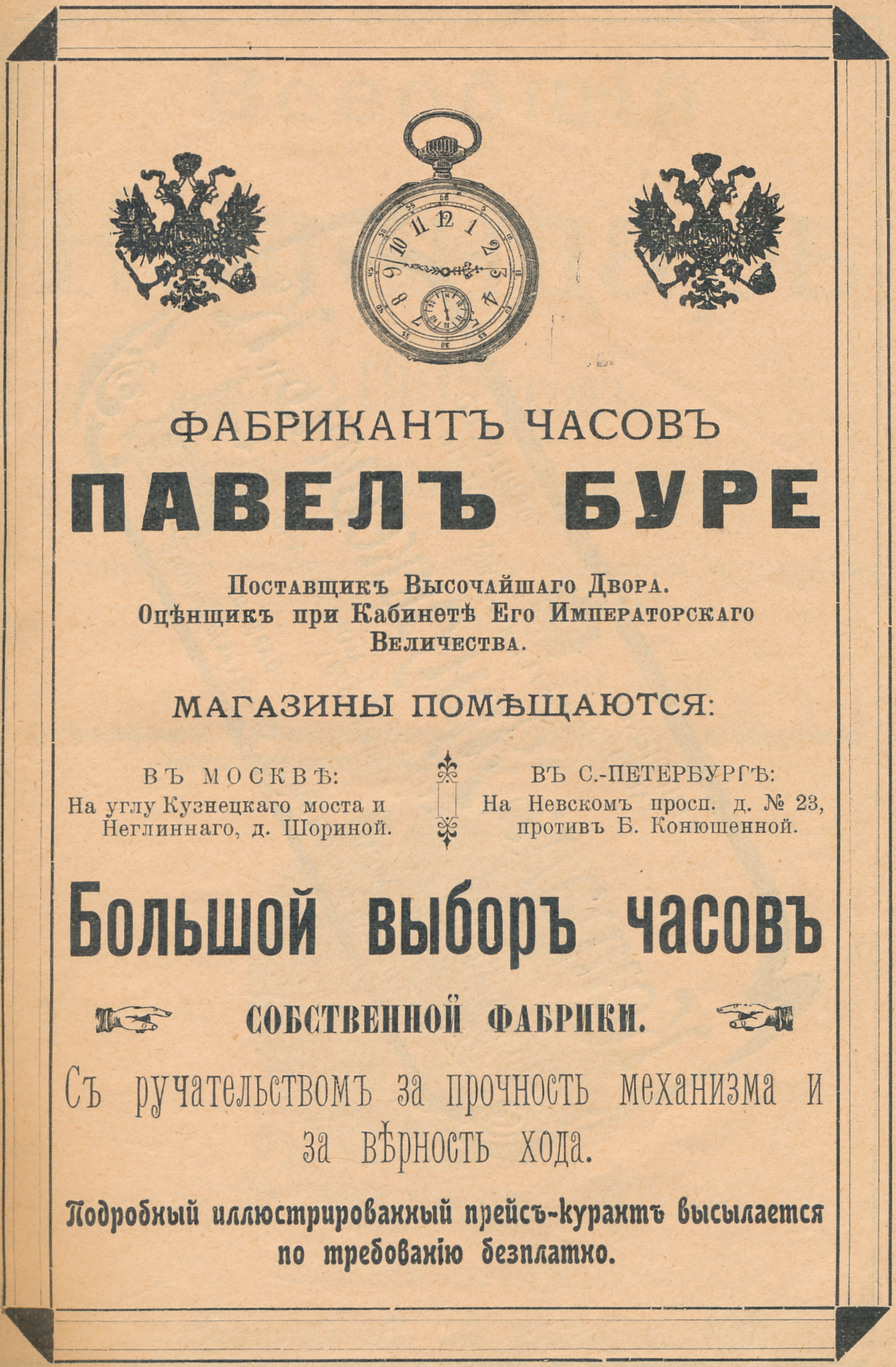
Реклама часов Павла Буре, "Всеобщий календарь на 1909 год".
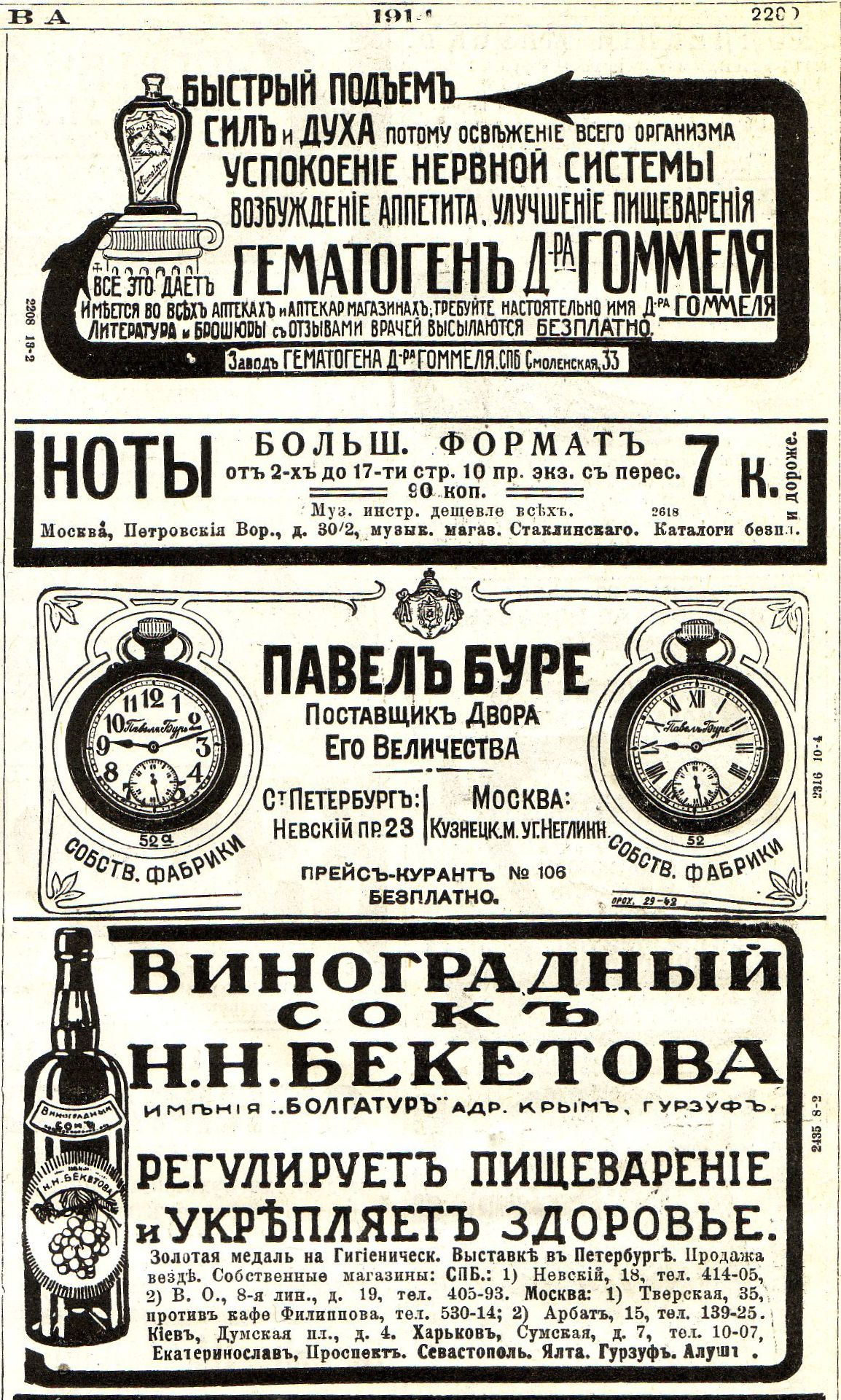
Реклама фирмы П. П. Буре, 1914 год